# إريك إيسون
اريك إيسون (بالإنجليزية: Eric Eason)‏ هو كاتب سيناريو ومخرج أمريكي، ولد في 1950.

## وصلات خارجية
- إريك إيسون على موقع IMDb (الإنجليزية)
- إريك إيسون على موقع ألو سيني (الفرنسية)
- إريك إيسون على موقع أول موفي (الإنجليزية)
- إريك إيسون على موقع قاعدة بيانات الأفلام السويدية (السويدية)
- إريك إيسون على موقع قاعدة بيانات الفيلم (الإنجليزية)
- إريك إيسون على موقع كينوبويسك (الروسية)